# メルバ・リストン
メルバ・リストン (英語: Melba Liston、1926年1月13日 - 1999年4月23日) は、アメリカのジャズ・トロンボーン奏者、編曲家、作曲家である。彼女は1940年代と1960年代にビッグバンドで演奏した最初の女性トロンボーン奏者だが、彼女のキャリアが進むにつれて、特にピアニストのランディ・ウェストンとの共演における編曲者として名前が知られるようになった。

## 生涯と業績
リストンはミズーリ州カンザスシティで生まれた。7歳の時に母親がトロンボーンを買ってくれた。家族は皆音楽好きで、彼女の音楽の才能を応援していた。リストンは最初は独習していたが、「ギターを弾く祖父に励まされ」、スピリチュアルやフォークソングの演奏を習うのに多くの時間を費やした。8歳の時には地元ラジオ局でソロ演奏するのに十分な腕前であった。10歳の時にカリフォルニア州ロサンゼルスへ引っ越した。クラスメイトにはデクスター・ゴードンがいて、エリック・ドルフィーとも友人になった。ユースバンドで演奏したりアルマ・ハイタワーに師事した後、1944年ジェラルド・ウィルソンが率いるビッグバンドに参加した。そして1945年にはアイダ・レオナルド率いる、All American Girl Bandに参加した。
1947年にリストンはサックス奏者デクスター・ゴードンと共にレコーディングを行い、1948年にウィルソンが彼のオーケストラを解散した時にニューヨークでディジー・ガレスピーのビッグバンドに参加した。そこにはサックス奏者のジョン・コルトレーン、ポール・ゴンザルヴェス、そしてピアニストのジョン・ルイスがいた。リストンは共演者として演奏していて、ソロを求められると緊張していたが、励まされてバンドの注目されるパートを楽しめるようになった。彼女はカウント・ベイシーや、ビリー・ホリデイ (1949年) とのツアーに参加したが、聴衆の無関心さや道中の厳しさを経験し、演奏をやめて教育の道に転じた。彼女は約3年間、教鞭をとった。
リストンは数年間事務職に就き、ハリウッド映画のエキストラの仕事で収入を補っていた。出演したのは映画『プロディガル』 (1955年) や『十戒』 (1956年) などである。彼女は1956年と1957年にアメリカ国務省の主催するツアーでガレスピーのところに戻り、アート・ブレイキーのジャズ・メッセンジャーズ (1957年) のレコーディングに参加し、1958年には全員女性のクインテットを結成した。1959年にはクインシー・ジョーンズが音楽監督を務めるショー『Free and Easy』でヨーロッパを訪れた。1961年10月1日にヴァーヴ・レコードからリリースされたアルバム『アット・ベイズン・ストリート』で、彼女はビリー・エクスタインとクインシー・ジョーンズ・オーケストラとの共演を果たした。
1960年代にリストンはピアニストのランディ・ウェストンと共演するようになり、最初は彼が作曲した中規模の曲を、大編成の合奏に編曲した。この共演は、特に1960年代には強力で、その後も1980年代から1990年代に彼女が亡くなるまで続いた。それに加え、彼女はミルト・ジャクソン、クラーク・テリー、そしてジョニー・グリフィンと共演し、モータウンの編曲者として活躍し、レイ・チャールズのアルバムにも参加した。1964年に彼女は、ピッツバーグ・ジャズ・オーケストラの設立に貢献した。1971年に彼女はスタックス・レコードの録音奏者カルヴァン・スコットの編曲者に選ばれたが、プロデューサーはスティーヴィー・ワンダーの最初のプロデューサー、クラレンス・パウルであった。このアルバムで彼女はジョー・サンプル、ジャズ・クルセイダーズのウィルトン・フェルダー、ブルース・ギタリストのアルトゥール・アダムズ、ジャズ・ドラマーのポール・ハンフリーと共演した。1973年に彼女はジャマイカに移り住み、ジャマイカ音楽学校で6年間教鞭をとり、その後自身のバンドを率いるため米国へ戻った。
ジャマイカ滞在中にリストンは、1975年の娯楽映画『Smile Orange』の音楽を作曲、編曲した。
1985年にリストンは脳卒中で左半身がマヒしたために演奏を止めざるを得なかったが、ランディ・ウェストンとの編曲活動は継続した。1987年に彼女は米国国立芸術基金 (NEA) からNEAジャズ・マスターズを受賞した。度重なる脳卒中に悩まされた後、彼女はカリフォルニア州ロサンゼルスで1999年に亡くなったが、それは彼女とランディ・ウェストンの音楽がハーバード大学で賞賛されてから数日後のことであった。彼女の葬儀はマンハッタンの聖ペテロ教会で行われ、ウェストンとジャン・パーカー、チコ・オファリルのアフロ・キューバン・アンサンブル、ロレンツォ・シーハヴ (ボーカル) による演奏が行われた。

## 作曲と編曲
カウント・ベイシーやディジー・ガレスピーの有名なバンドでのリストンの初期の作品は、ビッグバンドやバップのイディオムに精通していることを示している。しかし彼女の最も重要な作品はランディ・ウェストンのために書かれたもので、彼とは1960年代初頭から40年間に渡って一緒に仕事をした。
リストンは生涯にわたって「ゴーストライター」として仕事をした。あるライターは、「ガレスピー、ジョーンズ、そしてウェストンのレパートリーに見られる編曲の多くは、リストンによるものだった」という。

## 社会的意義
リストンはほとんどが男性の職業の中で女性であった。一部の人は、彼女を「世に知られない英雄」だとみなしているが、彼女はジャズ界の中で高く評価されている。リストンはトロンボーン奏者として、そして女性としての先駆者だった。彼女は女性であることの困難さを巡業中に明確に表現した。
「巡業中に自然発生する様々な問題、女性の問題、宿泊の問題、洗濯、その他自分自身を維持するために必要なあらゆることがあり、男たちは経験する必要のないように見える問題があるのです」。
リストンはアフリカ系アメリカ女性として経験した奮闘が、自分の音楽のキャリアに影響したことを述懐している。しかし彼女は多くの場合、男性音楽家からの共感と支援を肯定的に話している。リストンはまた音楽産業の不平等の問題にも対処していた。あるライターは、「彼女は演奏家、作曲家、編曲家として適切な雇用を得るために、常に証明書を提出し続けることが求められていたのは明白だ。彼女には公正な報酬が支払われず、作曲家や編曲家としてより大きな機会へのアクセスをしばしば拒否されていた」と言っている。

## 音楽のスタイル
リストンの音楽スタイルは、デクスター・ゴードン、ディジー・ガレスピー、そしてアート・ブレイキーから学んだビバップ、ポスト・バップの感覚の影響を受けている。ゴードンが彼女に捧げた『Mischievous Lady』など、彼女の最初期の録音での彼女のソロは、動機と直線的な即興演奏がブレンドされたものだが、ハーモニーの広がりや変拍子はあまり使われていないように見える。
彼女の編曲は、特にウェストンとのものは、スウィング、ポスト・バップ、アフリカ音楽、またはモータウンなどいずれのスタイルでも、1940年代のビバップで育った彼女の音楽的背景を超越する柔軟性を示している。彼女のリズミックなジェスチャー、グルーヴ、そしてポリリズムのコントロールはとりわけ注目に値する。彼女の編曲は、フリー・ジャズ・アンサンブルの探求に比較的控えめな示唆ではあるが、豊かなハーモニー、厚みのあるレイヤリング、不協和音で豊かに拡張された音色のボキャブラリーを使用している。彼女の生涯を通じた作品は、批評家からも聴衆からも高く評価されている。

## ディスコグラフィ

### リーダー・アルバム
- Melba Liston and Her 'Bones (1959年、MetroJazz)
- 『ヴォルケイノ・ブルーズ』 - Volcano Blues (1993年、Antilles) ※with ランディ・ウェストン

### 参加アルバム
アート・ブレイキー&ジャズ・メッセンジャーズ
- 『アート・ブレイキーズ・ビッグバンド』 - Art Blakey Big Band (1957年)
- 『チュニジアの夜』 - Theory of Art (1957年)
- 『ホールド・オン、アイム・カミング』 - Hold On, I'm Coming (1965年)

ベティ・カーター
- 『アウト・ゼア・ウィズ・べティー・カーター』 - Out There with Betty Carter (1958年)
- I Can't Help It (1961年) ※コンピレーション

レイ・チャールズ
- The Genius of Ray Charles (1959年)
- The Ray Charles Story, Vol. 2 (1962年) ※コンピレーション

ディジー・ガレスピー
- Jazz Recital (1955年)
- 『ワールド・ステイツマン』 - World Statesman (1956年)
- 『ディジー・ガレスビー・アット・ニューポート』 - Dizzy Gillespie at Newport (1957年)
- 『バークス・ワークス』 - Birks' Works (1957年)
- 『ディジー・イン・グリース』 - Dizzy in Greece (1957年)

クインシー・ジョーンズ
- 『バンドの誕生』 - The Birth of a Band! (1959年)
- 『アイ・ディグ・ダンサーズ』 - I Dig Dancers (1960年)
- 『クインシー・ジョーンズ・アット・ニューポート '61』 - Newport '61 (1961年)
- 『ザ・クインテッセンス』 - The Quintessence (1962年)
- 『ザ・ヒップ・ヒッツ』 - Plays Hip Hits (1963年)
- 『ウィー・ハド・ア・ボール』 - I/We Had a Ball (1965年)
- 『プレイズ・フォー・プッシーキャッツ』 - Quincy Plays for Pussycats (1965年)
- 『グレート・ワイド・ワールド・オブ・クインシー・ジョーンズ・ライヴ』 - The Great Wide World of Quincy Jones: Live! (1984年) ※1961年録音
- Lausanne 1960 (1994年) ※1960年録音。Swiss Radio Days Jazz Series, Vol. 1

ジミー・スミス
- Any Number Can Win (1963年)
- 『ダイナミック・デュオ』 - Jimmy & Wes (1966年) ※with ウェス・モンゴメリー
- 『新たなる冒険』 - The Further Adventures of Jimmy and Wes (1966年) ※with ウェス・モンゴメリー
- Hoochie Coochie Man (1966年)
- Jimmy Smith Plays the Blues (1969年)

ダイナ・ワシントン
- 『ファッツ・ウォーラー・ソングブック』 - Dinah Washington Sings Fats Waller (1957年)
- 『ベッシー・スミス・ソング・ブック』 - Dinah Washington Sings Bessie Smith (1958年)

ランディ・ウェストン
- 『リトル・ナイルス』 - Little Niles (1958年)
- 『デストリー・ライズ・アゲイン』 - Destry Rides Again (1959年)
- 『5スポットのランディ・ウェストン』 - Live at the Five Spot (1959年)
- 『ウフル・アフリカ』 - Uhuru Afrika (1961年)
- 『ハイライフ』 - Highlife (album) (1963年)
- 『タンジャ』 - Tanjah (1973年)
- The Spirits of Our Ancestors (1992年)
- 『アース・バース』 - Earth Birth (1997年)
- 『ケペラ』 - Khepera (1998年)

その他
- アーニー・ヘンリー : 『ラスト・コーラス』 - Last Chorus (1957年)
- ベニー・グリーン : 『バック・オン・ザ・シーン』 - Back on the Scene (1958年)
- ジミー・クリーヴランド : Rhythm Crazy (1959年)
- バブス・ゴンザレス : Tales of Manhattan (1959年)
- エディ・ロックジョウ・デイヴィス : Trane Whistle (1960年)
- キャノンボール・アダレイ : 『アフリカン・ワルツ』 - African Waltz (1961年)
- ビリー・エクスタイン/クインシー・ジョーンズ : 『アット・ベイズン・ストリート』 - At Basin Street East (1961年)
- マーク・マーフィー : 『ラー』 - Rah (1961年)
- サム・ジョーンズ : 『ザ・チャント』 - The Chant (1961年)
- ジュニア・マンス : The Soul of Hollywood (1961年)
- オリヴァー・ネルソン : Afro-American Sketches (1962年)
- ミルト・ジャクソン : 『ビッグ・バグス』 - Big Bags (1962年)
- オスカー・ピーターソン : Bursting Out with the All Star Big Band! (1962年)
- エラ・フィッツジェラルド : 『エラ、ビル・ドゲットで歌う』 - Rhythm Is My Business (1962年)
- アル・グレイ : 『スナップ・ユア・フィンガーズ』 - Snap Your Fingers (1962年)
- チャールズ・ミンガス : The Complete Town Hall Concert (1962年)
- ビリー・ミッチェル : This Is Billy Mitchell (1962年) ※with ボビー・ハッチャーソン
- ミルト・ジャクソン : 『フォー・サムワン・アイ・ラブ』 - For Someone I Love (1963年)
- フレディ・ハバード : 『ザ・ボディ・アンド・ザ・ソウル』 - The Body & the Soul (1963年)
- メアリー・ルー・ウィリアムス : Mary Lou Williams Presents Black Christ of the Andes (1964年)
- エルヴィン・ジョーンズ : 『アンド・ゼン・アゲイン』 - And Then Again (1965年)
- シャーリー・スコット : Roll 'Em: Shirley Scott Plays the Big Bands (1966年)
- タミコ・ジョーンズ/ハービー・マン : 『男と女』 - A Mann & A Woman (1967年)
- ブルー・ミッチェル : 『ヘッズ・アップ』 - Heads Up (1967年)
- フレディ・マッコイ : Listen Here (1968年)
- キム・ウェストン : 『キム・キム・キム』 - Kim Kim Kim (1970年)
- ジュニア・マンス : That Lovin' Feelin'  (1973年)
- フレディ・ハバード : Skylark (1978年)[13]